# Goniophyllum
Goniophyllum is een geslacht van uitgestorven hoornkoralen, dat leefde van het Vroeg- tot Midden-Siluur.

## Beschrijving
Dit gewoonlijk solitaire koraal had op dwarsdoorsnede een vierkante tot vierzijdige vorm, waarbij vier platen een soort sluitdeksel vormden, die echter soms ontbrak. De diepe calyx en de korte septa (dunne scheidingswanden in het kalkskelet of -schaal) vormden flensvormige bovenranden. Uiteraard waren er dissepimenten (steunplaatjes ter versteviging van de skeletbouw) tussen de septa. Het geslacht leefde in ondiep water op kalk- en slibafzettingen. De normale calyxdiameter bedroeg ongeveer anderhalve centimeter.

## Soorten en ondersoorten
- Goniophyllum fletcheri Milne-Edwards et Haime, 1851
- Goniophyllum osloense Johannessen, 2015
- Goniophyllum pyramidale primigena Lindström, 1882
- Goniophyllum pyramidale pyramidale Hisinger, 1831